# Blue Lake (Mount Tongariro)
Der Blue Lake, in der Sprache der Māori Te Wai-Whakaata-o-te-Rangihīroa genannt, ist ein Kratersee des Vulkan Mount Tongariro im Taupō District der Region Waikato auf der Nordinsel von Neuseeland.

## Geographie
Der Blue Lake befindet sich auf einer Höhe von 1725 m im Bereich des Gipfelmassivs des Mount Tongariro und liegt rund 2,8 km nordöstlich des Hauptkraters des 1978 m hohen Vulkans. Der je nach Lichteinstrahlung tiefblaue See hat bei einem Seeumfang von rund 1,45 km eine Flächenausdehnung von 16 Hektar. Er besitzt eine Länge von rund 480 m in Nordnordwest-Südsüdost-Richtung und eine Breite von rund 330 m in Westsüdwest-Ostnordost-Richtung. Die maximale Tiefe des Sees kommt auf rund 16,5 m. Als Kratersee ist sein Wassereinzugsgebiet begrenzt und misst in etwa 60 Hektar.
Der See besitzt keinen permanenten Wasserzufluss und füllt sich durch die verschiedenen Niederschläge des Jahres. Auch ein kontinuierlicher Abfluss ist nicht vorhanden. Doch scheint der See die Quelle für die Ketehahi Hot Springs darzustellen.

## Heiliger See der Māori
Für die Māori Neuseelands ist der See ein Tapu, was mit geheiligt übersetzt werden kann. Den Bergwanderern, die den See erwandern wird dringend empfohlen das Wasser nicht zu berühren.